# Colors
|  | For andre betydninger, se Colours |
Colors er en amerikansk kriminalfilm fra 1988, instrueret af Dennis Hopper og med Sean Penn og Robert Duvall i hovedrollerne.

## Handling
Filmen foregår i det sydlige Los Angeles, USA, og handler om den erfarne politibetjent Bob Hodges (Robert Duvall), og hans mindre erfarne og til tider lidt fremfarende kollega Danny McGavin (Sean Penn). De to hårdtarbejdende betjente prøver at holde ro og orden mellem de to bander ”Bloods” og ”Crips”.